# Priorato de Santa María de Duero
Priorato de Santa María de Duero o Santa María de las Mamblas era un priorato dependiente de Santo Domingo de Silos establecido a orillas del río Duero en el siglo X. Está localizado a 3 km de lo que hoy es Tudela de Duero y dentro del curso del Camino Real de Aragón. La zona fue estudiada por el profesor Alfonso Isla, quien llevó a cabo prospecciones arqueológicas concluyendo que el propio edificio está rodeado de varios yacimientos, los cuales, se sitúan en una cronología desde el 2000 a. C. hasta la época visigoda, hallando numerosos restos arqueológicos de esta última época.

## Historia

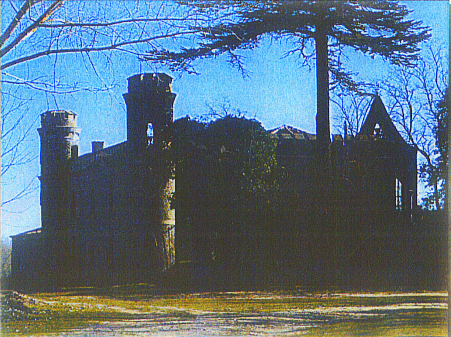
Priorato de Santa María de Duero

Este priorato benedictino comienza como un primitivo cenobio fundado por Ramiro II de León en el siglo X, conocido como Santa María de Mámbulas por las cercanas montañas denominadas "mamblas" (debido a su semejanza con senos) que separan los valles del Duero y del Jaramiel.
El río Duero ejercía de frontera natural entre los territorios cristianos y los musulmanes y era zona de constantes enfrentamientos. El primitivo edificio fue arrasado por las tropas del Califa Abderramán III. Concretamente, el día 8 de agosto de 939 los contingentes musulmanes rechazados tras la batalla de Simancas se sabe que destruyeron, durante su retirada, la fortaleza de las Mamblas "Ibn Mamls".

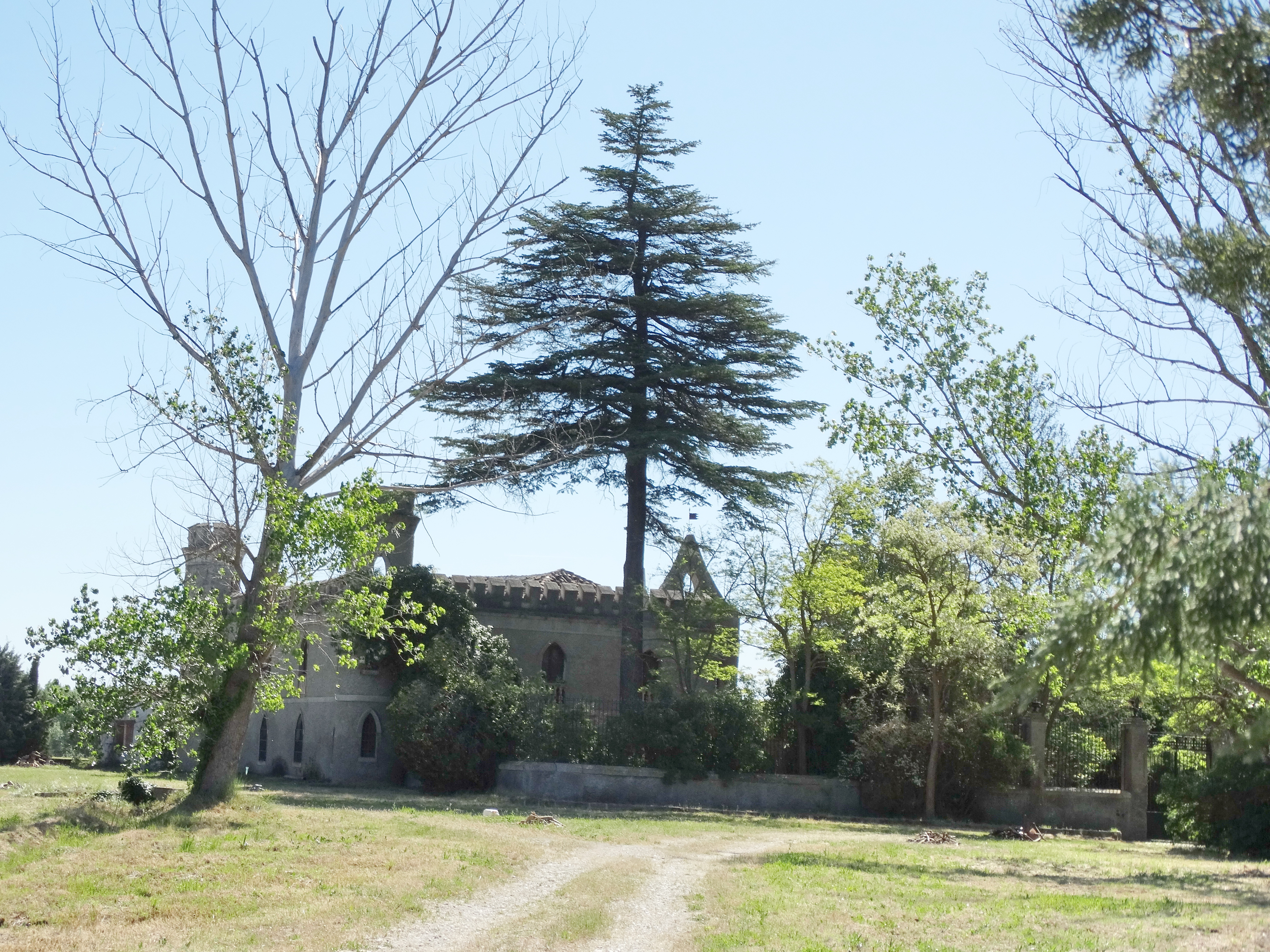
Priorato de Santa María de Duero o de las Mamblas en el término de Tudela de Duero, Valladolid, España. Desamortizado en el y reconvertido en granja agrícola. Remodelado con almenas, imagen de 2015

Con la frontera desplazada hacia el sur en el río Tormes, y más de un siglo después, en 1067 Sancho II dona las ruinas del abandonado monasterio al entonces pujante monasterio de Santo Domingo de Silos, todavía en vida del monje Domingo. Se convierte entonces en un priorato dependiente de Silos y centro de un pequeño dominio que incluía Villabáñez -donada por el conde Pedro Ansúrez en 1085-, las aldeas de Albura y Sinova –donadas por Alfonso VII, quien también entregó la villa de Aniago, en la confluencia del Duero con el Adaja. En 1088 se consagra la iglesia románica por el arzobispo de Toledo Bernardo.
Otros prioratos Silenses incluían a los de San Martín de Madrid, San Benito de Sevilla, San Benito de Huete, San Frutos de Duratón, San Román de Moroso, San Pedro de Guímara y Quintana del Pidio. Es interesante destacar el reducido tamaño de estas congregaciones. En 1616 hay en Silos 19 monjes y cinco legos. En Santa María de Duero está el prior junto con algún lego.
Mediante la documentación de Santo Domingo de Silos podemos conocer los nombres de algunos de los priores, como fray Francisco de Torresandino que pasó a ser abad de Santo Domingo. Otro de los priores, fray Domingo Ibarreta, junto con los alcaldes de Tudela solicitaron, en 1744, al abad de Silos licencia para construir con limosnas una nueva iglesia, pues la entonces existente amenazaba ruina. Tanto es así que, cuatro años después, se recoge la noticia de que se ha derrumbado y tan sólo quedaba en pie su ábside. La reconstrucción se realizará a 100 pasos de los restos de la antigua iglesia.
En la actualidad este edificio se conserva bajo las reformas efectuadas en el siglo XIX por el Conde de la Oliva, que lo adquirió en 1893. Se adaptó para vivienda particular dentro de las modas del gusto neogótico, simulando un castillo, como indica su remate almenado.

## Nuestra Señora de Duero
Se trata de una imagen de la Virgen venerada en el priorato que gozaba de gran devoción en la villa de Tudela de Duero. La primera noticia es en 1603, en la que aparece recogida en el libro de visitas de la parroquia tudelana. En 1612 se la atribuye el fin de la enorme sequía y la curación de varios enfermos. Se desconoce tanto su origen como su localización actual, aunque se considera que podría tratarse de una talla obra de Juan de Juni de la iglesia de la Asunción de Tudela.